# Бахтин, Николай Михайлович
Николай Михайлович Бахтин (20 марта (1 апреля) 1894 года, Орёл — 9 июля 1950, Бирмингем, Англия) — философ, историк античности, старший брат М. М. Бахтина. Писал также под псевдонимом Н. Боратов.

## Биография
Православный. Из дворянской семьи.
В 1905 года вместе с семьёй переехал из Орла в Вильно, где отец представлял Орловский коммерческий банк. С августа 1905 года по июнь 1912 года обучался в Виленской 1-й гимназии. В августе 1912 года поступил на историко-филологический факультет Новороссийского университета в Одессе. В августе 1913 года перевёлся на факультет восточных языков Петербургского университета, в сентябре 1913 года перешёл на классическое отделение историко-филологического факультета того же университета. Слушал лекции Н. О. Лосского. Во время учёбы в Петербурге входил в поэтическую группу, произведения которых печатались в издательстве «Омфалос» (весной 1916 вместе с М. О. Лопатто и В. С. Бабаджаном создал бурлескный литературный кружок «Омфалитический Олимп»). Посещал «Бродячую собаку», «башню» Вяч. И. Иванова. В 1915 году был призван на военную службу, поступил в Николаевское кавалерийское училище, где окончил ускоренный выпуск. 28 февраля 1917 года направлен в распоряжение 11-го гусарского Изюмского полка младшим офицером. В июле 1917 года возвратился в Петроград, где приступил к литературно-философским занятиям. Лето 1917 года провёл на даче в Финляндии.
В январе 1918 года бежал в Крым, переодевшись солдатом. В январе 1918 года жил также в Одессе, где возобновил деятельность издательства «Омфалос». В октябре 1918 вступил в Добровольческую армию, в Изюмский полк, участвовал в боях, воевал на Кавказе. В 1919 году дважды перенёс тиф.
После разгрома Белой армии, с 1920 года в эмиграции на Балканах. Некоторое время плавал рядовым матросом на кораблях по Средиземному морю. Затем на пять лет был завербован в Иностранный легион, воевал в Северной Африке (Алжире и Марокко). После тяжелого ранения в 1923 году, едва не лишившись правой руки (затем не мог ей писать); попал в госпиталь, где провёл девять месяцев. Выписался в 1924 году, вышел в отставку, перебрался в Париж. Зарабатывал на жизнь случайными заработками. Перепробовав несколько профессий, летом 1924 года стал сотрудником еженедельника (с середины 1927 года ежемесячника) «Звено», где вёл рубрику «Из жизни идей». Участвовал в собраниях «Звена», выступал с лекциями, принимал участие в работе Союза молодых поэтов и писателей, посещал заседания «воскресений» у Мережковских. В 1927 году выступал с циклами лекций. Автор трудов, осмысливающих опыт фрейдизма и психоанализа. Читал лекции по психологии. С 1928 по протекции С. А. Коновалова переехал в Англию, полгода учился в Бирмингемском университете, затем вернулся в Сорбонну. Окончил Школу восточных языков и Парижский университет (Сорбонну).
Масон, в 1928—1931 годах член русской парижской ложи «Юпитер» № 536 ВЛФ.
В 1932 году окончательно переселился в Англию, защитил в Кембридже докторскую диссертацию по Фессалии в XIII веке до нашей эры и происхождению мифа о кентавре и лапифах, получил степень доктора филологии. С 1935 года преподаватель (лектор) античной философии в Классическом университетском колледже Саутгемптона. С апреля 1938 года доцент, затем профессор классических языков (лингвистики) Бирмингемского университета (с 1946 года возглавлял лингвистическое отделение). Занимался преимущественно греческим языком. Принял гражданство Великобритании. Издавал на английском языке журнал «The Link» («Звено»). Был близок английским радикалам-марксистам. К началу Второй мировой войны вступил в коммунистическую партию Великобритании. В 1940-е годы перенёс сердечный приступ. Летние месяцы проводил во Франции.
Друг философа Л. Витгенштейна, Г. В. Адамовича.
Умер внезапно, от сердечного приступа. Кремирован, прах развеян на кладбище и крематории Лодж Хилл в Стэффордшире, Англия (Бирмингеме).

## Сочинения
- Из жизни идей: Статьи. Эссе. Диалоги. М., 1995;
- Introduction to the Study of Modern Greek. Birmingham, 1935;
- Lectures and Essays. Birmingham, 1963 (в том числе воспоминания: The Russian Revolution as Seen by a White Guard. P. 45—61).